# La fine della notte
La fine della notte és una pel·lícula de drama criminal italiana del 1989, escrita i dirigida per Davide Ferrario, en el seu debut com a director. Va competir en la secció principal del Festival Internacional de Cinema de Sant Sebastià 1989. Està basada lliurement en un cas real ocorregut al Vèneto el 1986.

## Argument
Claudio, treballador i Vincenzo mecànic provincial, són dos joves de 25 anys avorrits i turmentats per la rutina habitual de la vida diària. Un dia van ser sorpresos per Meroni, un pagès que, veient-los a la seva propietat privada, els va agredir. Vincenzo, en companyia de Claudio, atacarà el pagès l'endemà al vespre, matant-lo. A partir d'aquell vespre, els esdeveniments empitjoraran cada cop més, els dos començaran a fugir per Itàlia, robant cotxes i matant tercers per raons trivials.

## Repartiment
- Claudio Bigagli : Claudio
- Dario Parisini : Vincenzo
- Alessandro Baldinotti : Beppe
- Albino Bignamini : Giovanni
- John Sayles : Wayne
- Mario Valdemarin : Meroni
- Rosanna D'Andrea : Lucia
- Massimo Mazzucco : Psicòleg
- Adriano Micantoni
- Giovanni Lindo Ferretti